# Кайгадор
Кайґадо́р (крим. Kaygador, з 1937 по 2023 — Орджонікі́дзе) — селище в Україні, у складі Феодосійського району Автономної Республіки Крим. Розташоване в східній частині Кримського півострова, на схилі гори Тепе-Оба, за 8 км від Феодосії.

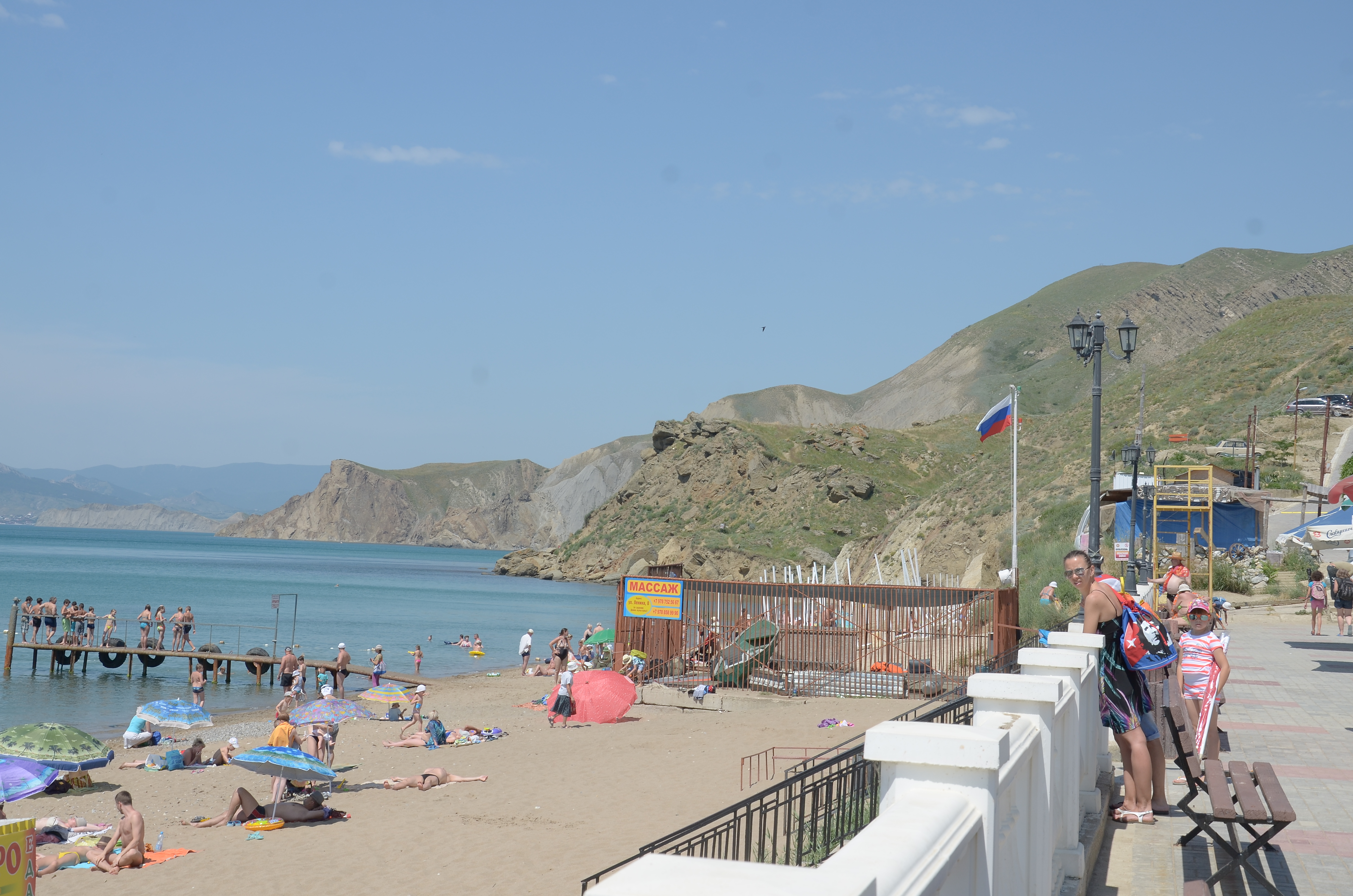
Кайгадор в 2015 році

Гори утворюють 2 бухти: Коктебельську і Двоякірну. Мис Кіїк-Атлама закінчується піднесеністю (174 м), яка має майже з усіх боків скельні обривисті береги. Площа — 605,12 га.
Є транспортне сполучення з Феодосією.
Корисні копалини: вугілля, гіпс.

## Назва
Зустрічаються різні варіанти назви: Кайдагор, Кайгадор, Кайтохорі, Катагор. У середньовічних джерелах збереглася генуезька назва Кайгадор, а також Кайгадорські ворота Кафи. У ті часи на території селища розташовувався монастирська фортеця вірмен-католиків, тому деякі вчені виводять цей топонім від спотвореного вірменського імені Хачатур (Хреститель). Можливо, саме так називалася фортеця самими вірменами у XIV столітті.
Історик Е. Петрова вважає перекладом назви Кайгадор слово «Мисливський», щоправда не наводить аргументів (цитата: «справжній, неперекладний у цій формі, термін відображає спотворену згодом середньовічну латину, тоді як спочатку ці (Кайгадорські) ворота могли називатися Мисливськими»).

## Історія
З кінця XIII сторіччя місцевість, в якій сьогодні розташований Кайгадор, мала назву Провато і належала венеційцям. В 60-х роках XIV сторіччя її захопили генуезці. В кінці XIV століття на місці сучасного селища був побудований вірменський монастир і фортеця під назвою Кайгадор. В XV сторіччі місцевість опинилася під владою кримських ханів. Історичні назви різних частин селища — «Провальна», «Двоякірна», «Бубновка», з 1937 р. — Орджонікідзе.
У 1911 році на мисі Кіїк-Атлама почалося будівництво військового заводу. Керував будівництвом віце-адмірал Бубнов М. В. У 1914 році за хорошу роботу імператор Микола II виділяє тут землю Бубнову, на якій зводиться садиба. З тих пір ця територія називається Бубновка. Будинок був зруйнований. Сьогодні на його місці зведений Дайвинг-центр.
У 1937 році будується дорога від заводу до повороту на Коктебель. На території заводу відкрилися школа, дитячий садок.
У 1941 році селище окупували німецькі війська. Завод був евакуйований в місто Каспійськ. Нацистами бухта використовувалася як перевалочна база. У 1944 році селище було відвойоване.
У післявоєнний період в селищі зводяться стратегічні об'єкти по випуску сучасного озброєння. Це завод «Гідроприбор» — колишній секретний стратегічний завод по виробництву бойових торпед і 94-й цех — філіал свердловського заводу «Гідроапарат» по збору ракет «вода-вода», «вода-повітря», «вода-земля». Для обслуговчого персоналу зводиться сучасне селище, жителі якого працюють на «оборонку». З моменту будівництва заводу Орджонікідзе стає закритим для сторонніх. З розвалом СРСР заводи втратили своє призначення і селище перестало бути режимним.
У 2015 році селище внесено до переліку населених пунктів, які потрібно перейменувати згідно із законом «Про засудження комуністичного та націонал-соціалістичного (нацистського) тоталітарних режимів в Україні та заборону пропаганди їхньої символіки».
12 травня 2016 року постановою Верховної Ради України № 1352-VIII селище перейменоване відповідно до вимог закону «Про засудження комуністичного та націонал-соціалістичного (нацистського) тоталітарних режимів в Україні та заборону пропаганди їхньої символіки». Постанова набрала чинности у 2023 році.

## Соціальна сфера
Нині в селищі функціонують: загальноосвітня школа, 2 дитячих садка; лікарня; спортивний комплекс, тенісний корт, стадіон; пошта, телеграф, філіали двох банків, бібліотека, музична і художня школи, Будинок культури, кінотеатр, парк; краєзнавчий музей. Є 3 дитячих табори відпочинку і 3 бази відпочинку.
На території Кайгадора встановлені пам'ятники Леніну, Серго Орджонікідзе, Сергію Кірову.
Тут діє православний християнський храм Святого Стефана Сурожського, побудований у 2000 році.